# Sabal uresana
Sabal uresana ist eine Pflanzenart aus der Gattung Sabal innerhalb der Familie der Palmengewächse (Arecaceae). Das natürliche Verbreitungsgebiet liegt in den Gebirgsausläufern der Sierra Madre Occidental im nordwestlichen Mexiko. Das Artepitheton uresana bezieht sich auf die Kleinstadt Ures im mexikanischen Bundesstaat Sonora. Der deutsche Trivialname Sonora-Palmetto bezieht sich auf ihre Heimat und die verwandte Palmettopalme (Sabal palmetto).

## Beschreibung

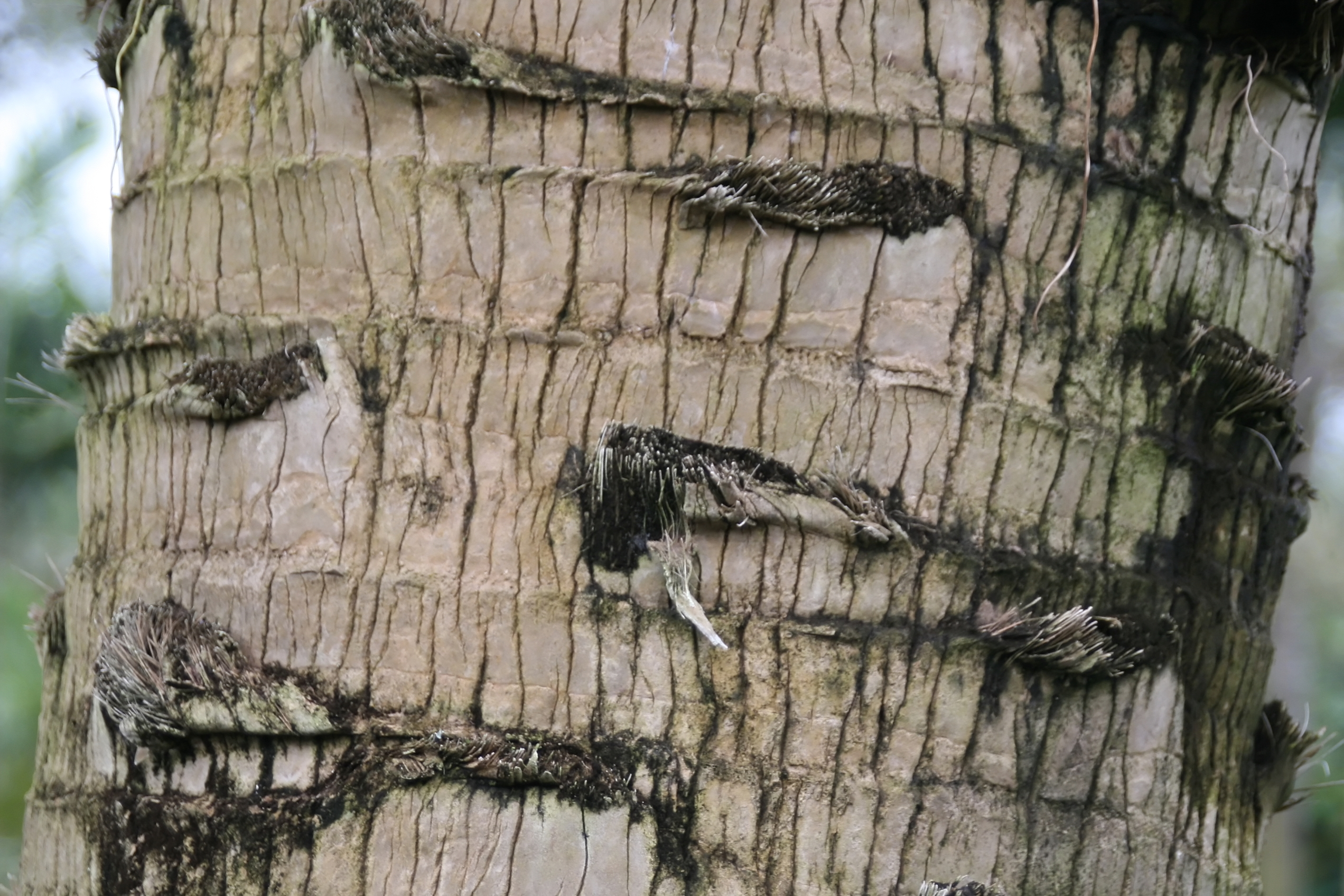
Stamm

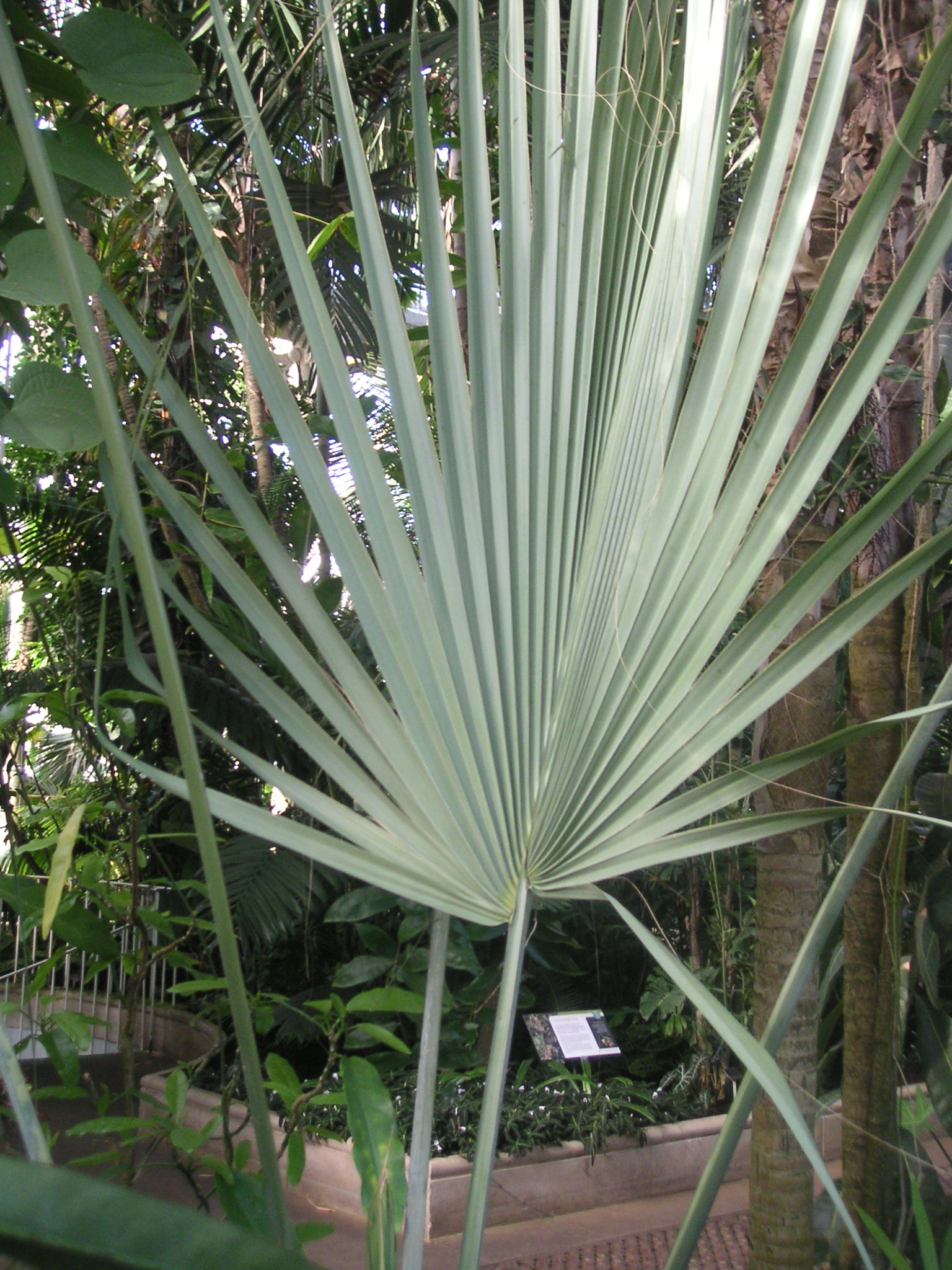
Fächerförmiges Laubblatt

### Vegetative Merkmale
Die Sonora-Palmetto ist eine schnellwachsende, große Palmenart. Sie erreicht Wuchshöhen von bis zu 20 Metern und einen Stammdurchmesser von bis zu 40 Zentimetern. Junge Palmen haben bläulichgrüne, fächerförmige Blätter, bei älteren Exemplaren erscheinen sie eher grün. Die Wuchsform ist charakterisiert durch einen geraden Stamm und eine annähernd kugelförmige Krone. 

### Generative Merkmale
Der  Blütenstand aus zahlreichen cremeweißen Blüten hängt bogig über und erreicht die Länge der Blätter. Die schwarzen Früchte sind bei Durchmessern von 13 bis 18 Millimeter rund bis birnenförmig und abgeflacht. Die Früchte werden von Tieren verbreitet.

## Vorkommen
Der natürliche Lebensraum der Sonora-Palmetto ist die Sonora-Wüste in den Bergausläufern der Sierra Madre Occidental in Mexiko. Die Sonora-Palmetto kommt in Höhenlagen von Meereshöhe bis zu etwa 1500 Metern vor.

## Taxonomie
Die Sonora-Palme wurde 1901 von William Trelease in Report (Annual) of the Missouri Botanical Garden Band 12 Seite 79 als Sabal uresana erstbeschrieben.

## Nutzung
Die Sonora-Palme ist robust gegen Trockenheit und verträgt sandige und steinige Böden. Sie wird als Zierpflanze in subtropischen und warm-gemäßigten Regionen in Parks und Gärten verwendet. 